# بيير كال
بيير كال هو مبارز بالسيف بلجيكي، (و. 1889  م).

## وصلات خارجية
- بيير كال على موقع أوليمبيديا (الإنجليزية)